# Centrum voor Informatie over de Media
Das Centrum voor Informatie over de Media (CIM), deutsch: Zentrum für Medieninformation, ist eine unabhängige belgische Vereinigung ohne Gewinnerzielungsabsicht, die Informationen über die belgischen Medien sammelt und den Werbetreibenden zur Verfügung stellt. Es wurde 1971 gegründet. Die Mitglieder der CIM kommen aus drei Bereichen des belgischen Kommunikationssektors: Werbekunden, Werbeagenturen und Massenmedien.
Die CIM stellt Untersuchungen an zur Reichweite von Außenwerbung, Filmen, Presse, Radio und Fernsehen. Am bekanntesten sind ihre Veröffentlichungen über die Einschaltquoten der belgischen Radio- und Fernsehstationen, die eine wichtige Grundlage der belgischen Werbewirtschaft darstellen.